# Сандоваль, Ричи
Ричард Сандоваль (англ. Richard Sandoval; 18 октября 1960, Помона, Калифорния — 21 июля 2024) — американский боксёр, представитель легчайших и наилегчайших весовых категорий. Выступал за сборную США по боксу в конце 1970-х годов, бронзовый призёр чемпионата мира, обладатель серебряной медали Панамериканских игр, двукратный чемпион США среди любителей, дважды победитель национального турнира «Золотые перчатки». В период 1980—1986 годов успешно боксировал на профессиональном уровне, владел титулом чемпиона мира по версии WBA.

## Биография
Ричи Сандоваль родился 18 октября 1960 года в городе Помона штата Калифорния, США. Начал заниматься боксом по примеру своего старшего брата Альберто, который уже в начале 1970-х годов был достаточно успешен на национальном уровне, а затем стал профессионалом и претендовал на мировой титул.

### Любительская карьера
Впервые заявил о себе в 1977 году, став бронзовым призёром чемпионата США среди любителей в зачёте первого наилегчайшего веса.
В 1978 году выиграл национальный турнир «Золотые перчатки» в Альбукерке, вошёл в основной состав американской национальной сборной и побывал на чемпионате мира в Белграде, откуда привёз награду бронзового достоинства — на стадии полуфиналов был остановлен титулованным кубинцем Хорхе Эрнандесом. Принял участие в матчевых встречах со сборной СССР в Москве и Донецке, выиграв в числе прочего у достаточно сильного советского боксёра Анатолия Клюева.
На чемпионате США 1979 года одолел всех своих оппонентов в категории до 48 кг и завоевал тем самым золотую медаль. Кроме того, победил на «Золотых перчатках» в Индианаполисе, получил золото на Кубке мира в Нью-Йорке, стал серебряным призёром Панамериканских игр в Сан-Хуане, потерпев поражение в решающем поединке от кубинца Эктора Рамиреса.
В 1980 году Сандоваль одержал победу на чемпионате США в зачёте наилегчайшего весе, победил на отборочном олимпийском турнире в Атланте и должен был защищать честь страны на летних Олимпийских играх в Москве. Тем не менее, Соединённые Штаты бойкотировали эти Игры по политическим причинам, и Сандовалю пришлось отказаться от участия в Олимпиаде (позже в 2007 году он получил за это Золотую медаль Конгресса США).

### Профессиональная карьера
Покинув расположение американской сборной, в ноябре 1980 года Ричи Сандоваль успешно дебютировал на профессиональном уровне. В течение трёх лет одержал 22 победы без единого поражения и в 1984 году удостоился права оспорить титул чемпиона мира в легчайшей весовой категории по версии Всемирной боксёрской организации (WBA), который на тот момент принадлежал Джеффу Чандлеру. В одиннадцатом раунде ему удалось отправить действующего чемпиона в нокдаун, а в пятнадцатом раунде он оформил победу техническим нокаутом, забрав чемпионский пояс себе. Кроме того, эта победа сделала его линейным чемпионом мира в легчайшем весе и принесла ему титул чемпиона мира по версии журнала «Ринг».
Полученный чемпионский титул Сандоваль защитил дважды, после чего у него начались проблемы со сгонкой веса, и некоторое время ему пришлось выступать в других весовых категориях в нетитульных поединках.
Под угрозой лишения титула WBA в марте 1986 года он всё же сделал вес и вышел защищаться против официального претендента Габи Каньисалеса. Измождённый тяжёлой весогонкой, Сандоваль четыре раза оказывался в нокдауне, а после пятого нокдауна в седьмом раунде рефери остановил поединок, зафиксировав технический нокаут. Сразу по окончании боя боксёр потерял сознание и был доставлен в ближайшую больницу, где в течение нескольких дней находился в критическом состоянии — врачам с трудом удалось спасти ему жизнь, проведя сложную хирургическую операцию на мозге. Из-за этой травмы он уже не мог боксировать и завершил спортивную карьеру.
Впоследствии работал тренером по боксу в организации Top Rank в Лас-Вегасе.
Скончался 22 июля 2024 года в возрасте 63 лет.